# SMER – social-démocratie
Pour les articles homonymes, voir SMER.
 (septembre 2023).
SMER – social-démocratie (en slovaque : SMER – sociálna demokracia, SMER est un acronyme qui veut dire également « direction ») est un parti politique slovaque créé en 1999 sous le nom de Smer. Il a eu une ligne social-démocrate, puis nationaliste et populiste.
Il est dirigé depuis sa création par Robert Fico,, qui a formé de 2006 à 2010 une coalition gouvernementale « rose-brune » avec le Parti national slovaque, parti de droite nationaliste.
Il est membre de l'Internationale socialiste et du Parti socialiste européen, mais a été suspendu du Parti socialiste européen pendant 17 mois, du 12 octobre 2006 au 14 février 2008 pour son alliance avec le Parti national slovaque. Post-2020 Smer défend des positions qui ont été décrites comme nationalistes, populistes, socialement conservatrices et russophiles. Souvent accusé d’être « prorusse », Robert Fico s'en défend et déclare vouloir que la Slovaquie reste membre de l’Union européenne et de l’OTAN.
Le parti est de nouveau suspendu le 12 octobre 2023 par la présidence du PSE, tout comme le HLAS, entraînant de facto la même sanction pour ses eurodéputés du groupe S&D, étant accusés d’adopter des discours pro-russes, en faveur de l’extrême droite après avoir formé un gouvernement de coalition avec le parti SNS, mais aussi de leurs prises de positions sur « les migrations, l’État de droit, et la communauté LGBTIQ »,.

## Historique

### Développement rapide d'une nouvelle opposition social-démocrate
Ce parti résulte d'une scission du Parti de la gauche démocratique (en slovaque : Strana demokratickej ľavice, abrégé en SDĽ) en 1999 (Robert Fico étant le membre le plus populaire du SDĽ à cette époque) et devient rapidement l'un des principaux partis de Slovaquie, tandis que l'assise du SDĽ, successeur social-démocrate du Parti communiste de Slovaquie (d'avant 1990) et partie prenante du gouvernement de 1998 à 2002, décline régulièrement.
En 2004, Smer est le troisième parti au Conseil national de la République slovaque, avec 25 de ses 150 sièges. Au début 2005, il est en tête des sondages d'opinion avec 30 % de soutien.
Au 1er janvier 2005, Smer-SD absorbe plusieurs partis de gauche :
- Parti de la gauche démocratique ;
- Alternative social-démocrate (Sociálnodemokratická alternatíva, parti social-démocrate moderniste, lui-même issu d'une scission du SDĽ postérieure à celle du parti Smer) ;
- Parti social-démocrate slovaque (Sociálnodemokratická strana Slovenska, fondé en 1990, sous la direction d'Alexander Dubček).

### L’exercice du pouvoir
Aux élections générales de 2006, le parti remporte à lui seul 29,14 % des voix et son chef constitue une coalition gouvernementale majoritaire avec les autres partis de l'opposition sortante, les nationalistes du Parti national slovaque (SNS) et le Parti populaire – Mouvement pour une Slovaquie démocratique (ĽS-HZDS) créé par l'ancien chef populiste du gouvernement Vladimír Mečiar.
Il reste au pouvoir pendant quatre ans.

### Retour dans l'opposition après un succès électoral
Lors des 12 juin 2010, le parti SMER arrive en première position avec 34,79 % des voix et 62 sièges sur 150 mais les mauvais résultats de ses alliés du gouvernement sortant, neuf sièges pour le SNS et aucun pour le ĽS-HZDS, l'empêchent de former un nouveau gouvernement, avec uniquement 71 sièges contre les quatre partis de l'opposition sortante qui en obtiennent 79 au total.

### Retour en force
Le gouvernement Radičová ayant été sanctionné par une motion de censure, des nouvelles élections sont décidées. L’affaire de corruption Gorila secoue le monde politique au moment de la campagne électorale. L’ensemble des partis politiques, du centre droit à l'extrême droite perdent des sièges. Le parti SMER-SD est la seule formation sortante du parlement à progresser. Il devient ainsi le premier parti politique de l'histoire slovaque à obtenir la majorité absolue au Conseil national de la République slovaque. Le gouvernement Fico II, soutenu par le parti SMER-SD, succède au gouvernement sortant et dispose d'une confortable majorité de 83 députés, soit 55 % des sièges au parlement.
En mars 2016, bien que premier parti au soir des élections législatives, le SMER-SD perd sa majorité absolue au Conseil national. Il parvient toutefois à se maintenir au pouvoir en formant une coalition avec le SNS, le Most-Híd et le SIEŤ.
SMER arrive en tête des élections législatives de septembre 2023.

## Idéologie et politiques

### Politique économique
Le SMR défend une politique sociale sur l'économie.

### Politique sociale
Le parti a des opinions fortement conservatrices sur les questions sociales avec un bilan de déclarations anti-LGBT, anti-roms et anti-immigration. Il proclame sa ferme opposition au libéralisme et au progressisme, prônant les valeurs familiales traditionnelles et se présentant pour l'électorat patriotique,. Les principaux politiciens du parti propagent des récits considérés comme antisémites, y compris contre George Soros.
Concernant les droits LGBT, il appelle à une interdiction constitutionnelle des unions civiles, des mariages et des adoptions entre personnes de même sexe. Il s'oppose à l'attribution de subventions publiques aux organisations de défense des droits LGBT. En 2022, la quasi-totalité des députés du Smer au Conseil national ont voté pour un projet de loi interdisant l'affichage de drapeaux arc-en-ciel sur les bâtiments publics.

### Politique étrangère
Le parti exprime un fort sentiment anti-occidental, en particulier anti-américain, se distanciant souvent des récits occidentaux.
Dans son manifeste de politique étrangère, Smer appelle à l'entente avec les pays « dotés d'une forme de gouvernement autre que la démocratie parlementaire », faisant référence à la Chine et au Viêt Nam. Durant son mandat de Premier ministre, le chef du parti, Robert Fico, a fait l'éloge des systèmes politiques des deux pays, décrivant celui slovaque comme maladroit et peu compétitif en comparaison.
En 2007, Fico a effectué une visite d'État officielle au dirigeant libyen de l'époque, Mouammar Kadhafi , « pour discuter de la lutte contre l'impérialisme mondial » (citant Fico).
Concernant la guerre russo-ukrainienne, Smer appelle à la fin de l'aide militaire à l'Ukraine ainsi qu'à la fin des sanctions contre la Russie. Il interprète l'invasion russe de l’Ukraine comme une guerre par procuration entre les États-Unis et la Russie, cette dernière « faisant face aux menaces qui pèsent sur ses intérêts nationaux ». Il revendique une politique étrangère proche de celle du premier ministre nationaliste hongrois Viktor Orban, notamment sur la guerre russo-ukrainienne.

## Présidents
- Robert Fico (depuis 1999)

## Résultats électoraux

### Élections législatives
| Année | %     | Voix      | Mandats  | Rang | Gouvernement                                   |
| ----- | ----- | --------- | -------- | ---- | ---------------------------------------------- |
| 2002  | 13,5  | 387 100   | 25 / 150 | 3e   | Opposition                                     |
| 2006  | 29,1  | 671 185   | 50 / 150 | 1er  | Fico I                                         |
| 2010  | 34,8  | 880 111   | 62 / 150 | 1er  | Opposition                                     |
| 2012  | 44,4  | 1 134 180 | 83 / 150 | 1er  | Fico II                                        |
| 2016  | 28,3  | 737 481   | 49 / 150 | 1er  | Fico III (2016-2018) et Pellegrini (2018-2020) |
| 2020  | 18,30 | 537 172   | 38 / 150 | 2e   | Opposition                                     |
| 2023  | 22,95 | 681 017   | 42 / 150 | 1er  | Fico IV                                        |

### Élections présidentielles
| Année | Candidat       | 1er tour | 1er tour | 1er tour | 2e tour | 2e tour | 2e tour |
| Année | Candidat       | Voix     | %        | Rang     | Voix    | %       | Rang    |
| ----- | -------------- | -------- | -------- | -------- | ------- | ------- | ------- |
| 2014  | Robert Fico    | 531 919  | 28,0     | 1er      | 893 841 | 40,6    | 2e      |
| 2019  | Maroš Šefčovič | 400 379  | 18,7     | 2e       | 752 403 | 41,6    | 2e      |

### Élections européennes
| Année | Voix  | Mandats | Rang | Groupe |
| ----- | ----- | ------- | ---- | ------ |
| 2004  | 17,0% | 3 / 14  | 3e   | PSE    |
| 2009  | 32,1  | 5 / 13  | 1er  | S&D    |
| 2014  | 24,1  | 4 / 13  | 1er  | S&D    |
| 2019  | 15,7  | 3 / 14  | 2e   | S&D    |
| 2024  | 24,77 | 5 / 15  | 2e   |        |

## Ligne politique
Selon Jacques Rupnik, SMER « peut être considéré comme une version assagie, light, d’un national-populisme qui a dominé la scène politique slovaque au cours des années 1990 sous les gouvernements dirigés par Vladimír Mečiar ».

## Identité visuelle

Logo de 2005 à 2020.
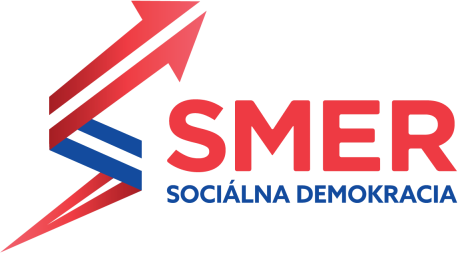
Logo de 2020 à 2021.
Logo depuis 2021.